# 海伦·古尔利
海伦·古尔利（英語：Helen Gourlay，1946年12月23日—），澳大利亚女子网球运动员。她曾获得澳大利亚网球公开赛女子双打冠军、温布尔登网球锦标赛女子双打冠军。她于1978年退役。